# Castrul roman de la Albești
Castrul roman de la Albești se află la 3 km est de satul Albești, pe malul vestic al râului Vedea.